# Llanos del Caudillo
Llanos del Caudillo es un municipio y localidad española de la provincia de Ciudad Real, en la comunidad autónoma de Castilla-La Mancha. El término municipal tiene una población de 657 habitantes (INE 2024).

## Etimología
El término «del Caudillo» hace referencia a Francisco Franco.
Izquierda Unida ha expresado que también pretenden cambiar los nombres de los municipios de Alberche del Caudillo en la provincia de Toledo y de Llanos del Caudillo en la provincia de Ciudad Real, ya que el citado artículo contempla que las denominaciones “no deben enaltecer a golpistas que se sublevaron contra el "Gobierno democrático"  de la República”.

## Historia
El actual municipio de Llanos del Caudillo es uno de los nueve pueblos de colonización creados por el INC en la provincia de Ciudad Real. Se encuentra en el sector I de la zona regable La Mancha, situada en el noreste de la provincia de Ciudad Real, entre los términos municipales de Alcázar de San Juan y Manzanares y cuya superficie es de 5397 hectáreas.
La colonización de esta zona se basó en la explotación del agua subterránea del acuífero 23, que había sido descubierta a principios de la década de los cincuenta. En La Mancha se proyectaron dos núcleos de población: Llanos del Caudillo, que dependía administrativamente del municipio de Manzanares (sector I) y Cinco Casas, dependiente de Alcázar de San Juan (sector II). El Plan General para la Colonización de este sector se aprueba el 27 de noviembre de 1953 y aparece en el B.O.E. del 17 de diciembre de ese mismo año. Los planes generales de colonización constituían una síntesis del plan coordinado de obras y de toda la serie de proyectos y ejecuciones previstos para realizar la colonización de un área determinada. Una vez que este avance del proyecto era revisado y aprobado, se convertía en el plan definitivo y podían empezar a realizarse las obras que afectaban a los nuevos regadíos del sector, a la parcelación y a la creación del nuevo núcleo de población.
El municipio de Llanos del Caudillo surgió en 1999, al segregarse del de Manzanares. El nombre resulta especialmente polémico desde la aprobación de la Ley de Memoria Histórica. 

## Demografía
| Gráfica de evolución demográfica de Llanos del Caudillo entre 2001 y 2021 |
| |
| Población de derecho según los censos de población del INE Población de hecho según los censos de población del INEEntre el censo de 2001 y el anterior, aparece este municipio porque se segrega del municipio Manzanares |

| 1122          | 726 | 651 | 757 | 739 |
| (Fuente: INE) |     |     |     |     |